# Troglohyphantes cirtensis
Troglohyphantes cirtensis är en spindelart som först beskrevs av Simon 1910.  Troglohyphantes cirtensis ingår i släktet Troglohyphantes och familjen täckvävarspindlar.
Artens utbredningsområde är Algeriet. Inga underarter finns listade i Catalogue of Life.